# Glochidion drypetifolium
Glochidion drypetifolium là một loài thực vật có hoa trong họ Diệp hạ châu. Loài này được Airy Shaw mô tả khoa học đầu tiên năm 1972.